# Šjao Šin
Šjao Šin (kitajsko 小辛), z osebnim imenom Dzi Song,  je bil kralj kitajske dinastije Šang. 

## Zapisi
V Zapisih velikega zgodovinarja Sima Čjana je Šjao Šin omenjen kot dvajseti kralj dinastije Šang in naslednik svojega brata Pan Genga. Ustoličen je bil v letu džjavu (甲午) v svoji prestolnici Jin. Vladal je tri leta in dobil posmrtno ime Šjao Šin. Nasledil ga je njegov mlajši brat Šjao Ji.
Izročilo pravi, da je bil 49. kralj Kitajske, zapisi na orakeljskih kosteh, najdenih v Jišuju, pa, da je bil devetnajsti kralj Šanga.